# Aselgoides paludaris
Aselgoides paludaris är en insektsart som beskrevs av Williams 1975. Aselgoides paludaris ingår i släktet Aselgoides och familjen kilstritar. Inga underarter finns listade i Catalogue of Life.